# Color d'interferència

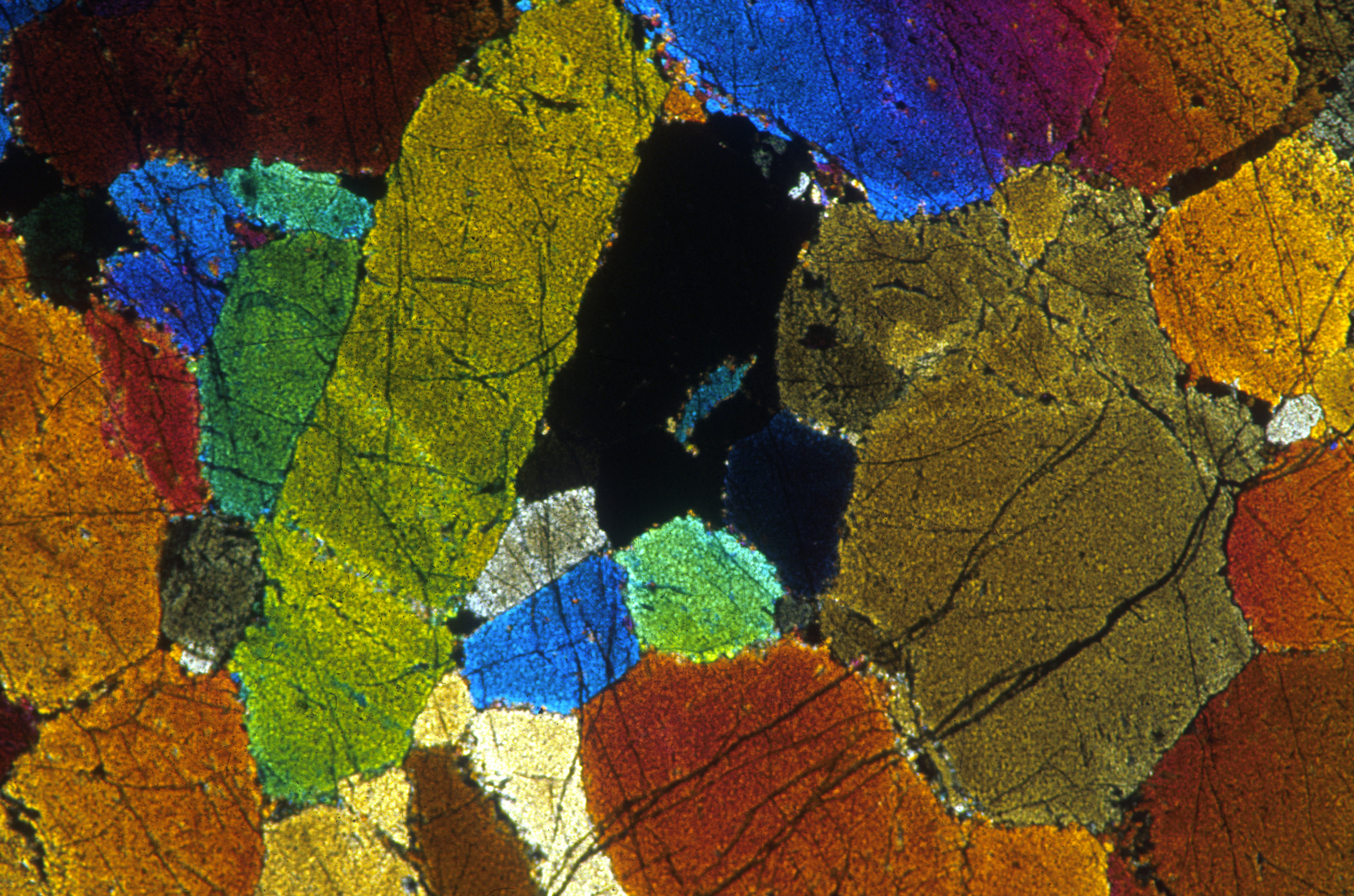
Cristalls d'olivina sota llum polaritzada creuada, s'observen els colors d'interferència.

El color d'interferència és el color exhibit per una secció d'un mineral anisotròpic sota llum polaritzada creuada. El color d'interferència es produeix per la interferència entre els dos raigs produïts com a fases de llum a través d'un mineral anisotròpic, el raig ràpid i el raig lent. La interferència entre els dos raigs produeix colors diferents als de la font de llum incident per interferència constructiva, ja que la fase del raig ràpid es desplaça en relació al raig lent.
El color d'interferència és una funció de la birefringència en la secció del cristall, la qual és una mesura de la diferència en l'índex refractiu i, per tant, en les velocitats dels raigs lent i ràpid, i el gruix de la secció, la qual determinala relació entre les ones suaus i el retard.
Els colors d'interferència poden interpretar-se mitjançant cartes de colors. Si el gruix de la làmina és conegut,, la birefringència pot ser determinada a partir del color d'interferència. La birefringència màxima pot ser diagnòstica per a identificar minerals quan s'utilitza combinada amb altres paràmetres.
Si la làmina prima conté un mineral conegut, amb un rang de birefringència determinat, el color d'interferència pot ser emprat per a determinar el gruix de la secció. El gruix normal per a una làmina prima és d'unes 30 micres, els gruixos superiors produiran colors d'interferència més elevats.